# تشارلز لويس بومان
تشارلز لويس بومان (بالإنجليزية: Charles Lewis Bowman)‏ هو مهندس معماري أمريكي، ولد في 9 ديسمبر 1890 في نيويورك في الولايات المتحدة، وتوفي في 1971.